# Lost Odyssey
Lost Odyssey é um RPG desenvolvido pela Mistwalker, feelplus e distribuído pela Microsoft Game Studios para o Xbox 360. Joga-se com Kaim, um homem que viveu mil anos e não se lembra do seu passado. O jogo toma como cenário um mundo modificado por uma Revolução Industrial Mágica. Kaim, que quer esquecer seu passado, confronta-se com o retorno de suas memória e com a dor que ela traz consigo.
Lost Odyssey foi produzido por Hironobu Sakaguchi, criador da famosa série Final Fantasy. Este é seu terceiro projeto fora da Square Enix, seguido por ASH: Archaic Sealed Heat e Blue Dragon.

## Jogabilidade
Lost Odyssey usa um tradicional sistema de batalhas baseado em turnos, visto na maioria dos RPGs japoneses. Através de um mapa do mundo,  o jogador pode mover-se pelas cidades, campos e calabouços. No decorrer do jogo, é ganho mais liberdade de explorar o mundo com um navio.  Vilas e cidades possuem estalagens para o jogador recuperar os pontos de vida do grupo, lojas para vender e comprar equipamentos, e pontos para salvar o jogo.  Quando em específicos lugares, como calabouços, campos em alguns casos até dentro de cidades, o jogador irá aleatoriamente encontrar monstros para lutar enquanto explora a área.
No início da batalha, a linha de defesa é protegida por um "muro" especial defensivo, que é baseada nos pontos de vida combinados da linha da frente.

## Personagens
Supostamente todos os imortais viveram por 1000 anos, e vieram de outro mundo, através da Tower of Mirrors. Todos tiveram suas memórias aprisionadas dentro deles por Gongora (com exceção do próprio Gongora). Eles também podem aprender habilidades dos mortais; os imortais não aprendem habilidades por eles mesmos. Quando "morto" na batalha (pontos de vida em 0), eles "ressuscitam" com uma pequena quantidade de pontos de vida. Os imortais podem ter filhos, mas esses não serão imortais; Sed (filho de Seth) e Lirum (filha de Sarah e Kaim) são mortais.

## Recepção

### Vendas
Lost Odyssey vendeu 40.000 cópias no Japão em seu primeiro dia no varejo, cerca de 50% da remessa. eM 17 de fevereiro de 2008, o jogo já tinha vendido 104.417 cópias no Japão de acordo com a Famitsu. O jogo fez muito melhor no Ocidente, de acordo com números da NPD Lost Odyssey estreou em 7º, vendendo 203 mil em seu mês de estreia de fevereiro na América do Norte. Em janeiro de 2009, o jogo já tinha vendido cerca de 348 mil cópias nos Estados Unidos, de acordo com o NPD Group.

### Reviews
'Famitsu avaliou o jogo com o score de 36/40, com todos os quatro críticos dando ao jogo um 9. Foi um ponto a menos do que a pontuação 37/40 dada a Mistwalker jogo de estreia, Blue Dragon. Tal como acontece com  Blue Dragon, Lost Odyssey recebeu críticas mistas, embora geralmente favoráveis, as pontuações dos críticos ocidentais.
A questão que muitos tiveram com Lost Odyssey foi a sua mecânica de jogo deliberadamente old-school, em particular o sistema de combate tradicional, que vários críticos acharam maçante e datada, assim como o uso do jogo de batalhas aleatórias, que foram considerados mais um problema, por seus tempos de carga supostamente longas. Xbox Focus deu ao jogo um rating de 4/5, declarando a sua história como profunda, mas tendo um problema com o controle da câmera e do estranho desenho do personagem. Ao contrário de outros críticos, no entanto, Alex Yusupov, da Xbox Focus's, considerou o combate e as batalhas aleatórias como estimulante, e que "é melhor usar uma técnica testada e verdadeira e torná-la melhor, do que introduzir uma ideia completamente nova, que poderia estragar um jogo inteiro. " IGN analisou que o sistema de construção de anel, os Imortais, e o sistema de habilidade adicionam uma sensação de frescura ao combate de outra forma tradicional do jogo, e a 1UP.com elogiou o aspecto das batalhas "aperto de botão cronometrado", dizendo que o torna "mais envolvente do que você pensa."
Enquanto as sequências de flashback estilo visual novel, escritas por Kiyoshi Shigematsu, foram amplamente aclamadas, os críticos estavam divididos sobre a história principal em si. RPGFan afirmou que a história e jogabilidade eram ambos "em demasia, sem inspiração, e pomposo", mas que as sequências de flashbacks escritas por Shigematsu foram "algumas das mais ricas e emocionantes narrativas, mais emocionalmente carregado visto, em qualquer RPG até hoje". GameSpot elogiou o "fascinante cast" de Lost Odyssey, desenvolvimento dos personagens, e "grande enredo", e também chamou o sistema de combate de "sólido". O revisor também descreveu os flashbacks como "bem escritos e emocionalmente envolventes." GameSpy, chamou a trama principal e os personagens de "descaradamente derivados". A revista GamePro' concordou, declarando que a história principal não era particularmente atraente, embora tenha reconhecido que muitas subtramas tinham peso emocional em abundância.
A revista Game Informer considerou a linha da história como sendo "um dos contos mais interessantes já contadas no Xbox 360", e elogiou o sistema de combate como "legal". GameTrailers disse, "o que torna Lost Odyssey diferente é uma história profundamente comovente que coloca um ponto focal no emocional de seus personagens".